# Aghwan Mykyrtczian
Aghwan Mykyrtczian (orm.: Աղվան Մկրտչյան, ur. 27 września 1981 w Erywaniu) – ormiański piłkarz występujący na pozycji pomocnika.

## Kariera klubowa
Mykyrtczian karierę rozpoczynał w 1999 roku w Erebuni Erywań. Następnie grał w Dwinie Artaszat, a w 2001 roku został zawodnikiem Araratu Erywań, grającego w pierwszej lidze ormiańskiej. W 2002 roku odszedł do Piunika Erywań, z którym pięć razy zdobył mistrzostwo Armenii (2002, 2003, 2004, 2005, 2006), a także dwa razy Puchar Armenii (2002, 2004).
W 2007 roku Mykyrtczian odszedł do irańskiego Bargh Shiraz, jednak jeszcze w tym samym roku wrócił do Piunika i wywalczył z nim kolejne mistrzostwo Armenii. W 2008 roku występował w białoruskim zespole FK Homel, a od 2009 roku grał w Mice Erywań. W 2011 roku zdobył z nią Puchar Armenii. W 2012 roku odszedł do Gandzasaru Kapan, w którym spędził sezon 2012/2013, a następnie zakończył karierę.

## Kariera reprezentacyjna
W reprezentacji Armenii Mykyrtczian zadebiutował 7 czerwca 2002 w wygranym 2:0 towarzyskim meczu z Andorą, a 11 sierpnia 2010 w przegranym 1:3 towarzyskim pojedynku  z Iranem strzelił swojego jedynego gola w kadrze. W latach 2002–2010 w drużynie narodowej rozegrał 45 spotkań.